# Шагонар
Шагона́р (тув. Шагаан-Арыг) — город (с 1945 года) в Республике Тыва Российской Федерации. Административный центр Улуг-Хемского кожууна. Образует городское поселение город Шагонар как единственный населённый пункт в его составе.

## Этимология
Название от гидронима реки Цаганарыг — монгольское цаган — «белый», араг — «сухое русло»; это название искажено тувинцами в Шагонар.

## География
Город расположен в пределах Тувинской котловины, на левом берегу Енисея (местное название — Улуг-Хем), в 115 км к западу от Кызыла на автодороге Кызыл — Тээли (бывшая А162).

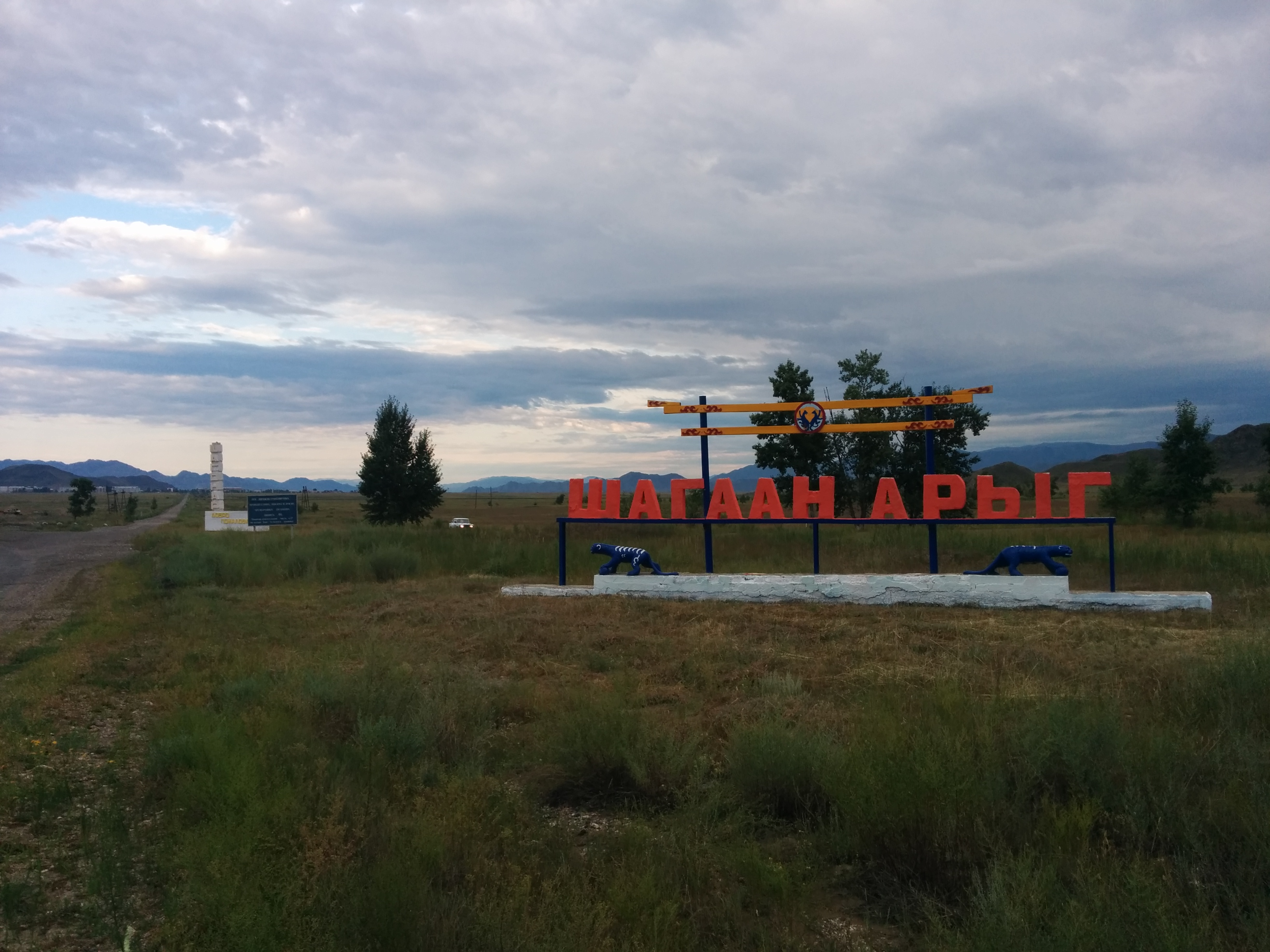

## История
Город был основан в 1888 году. При заполнении Саяно-Шушенского водохранилища город оказался в зоне затопления и был перенесён на новое место, в 7 км от старого.

### Часовой пояс
Город Шагонар находится в часовой зоне МСК+4. Смещение применяемого времени относительно UTC составляет +7:00.

## Население
| 1959    | 1970    | 1979    | 1989    | 1996    | 1998    | 2000    | 2001    | 2002    |
| ------- | ------- | ------- | ------- | ------- | ------- | ------- | ------- | ------- |
| 4155    | ↗4512   | ↗5455   | ↗10 084 | ↘8900   | ↗9100   | ↘9000   | ↘8900   | ↗11 008 |
| 2005    | 2006    | 2007    | 2008    | 2009    | 2010    | 2011    | 2012    | 2013    |
| ↗11 200 | →11 200 | ↗11 300 | →11 300 | ↗11 386 | ↘10 956 | ↘10 934 | ↘10 917 | ↗10 966 |
| 2014    | 2015    | 2016    | 2017    | 2018    | 2019    | 2020    | 2021    |         |
| ↘10 905 | ↗10 935 | ↘10 919 | ↗10 973 | ↗10 995 | ↗11 063 | ↗11 182 | ↗11 772 |         |

На 1 января 2025 года по численности населения город находился на 869-м месте из 1124 городов Российской Федерации.
Национальный состав
По данным переписи 2002 года, из 11 008 жителей города, тувинцы составили 81,95 % (9021 человек), русские —  15,10 % (1662 человека), коми — 0,78 %, хакасы — 0,64 %.

## Промышленность
Малое производство стройматериалов индивидуальными предпринимателями (кирпич шлакоблочный строительный, пилорама), мелкие предприятия пищевой промышленности (хлебопекарни), развитие скотоводческих общин-хозяйств.

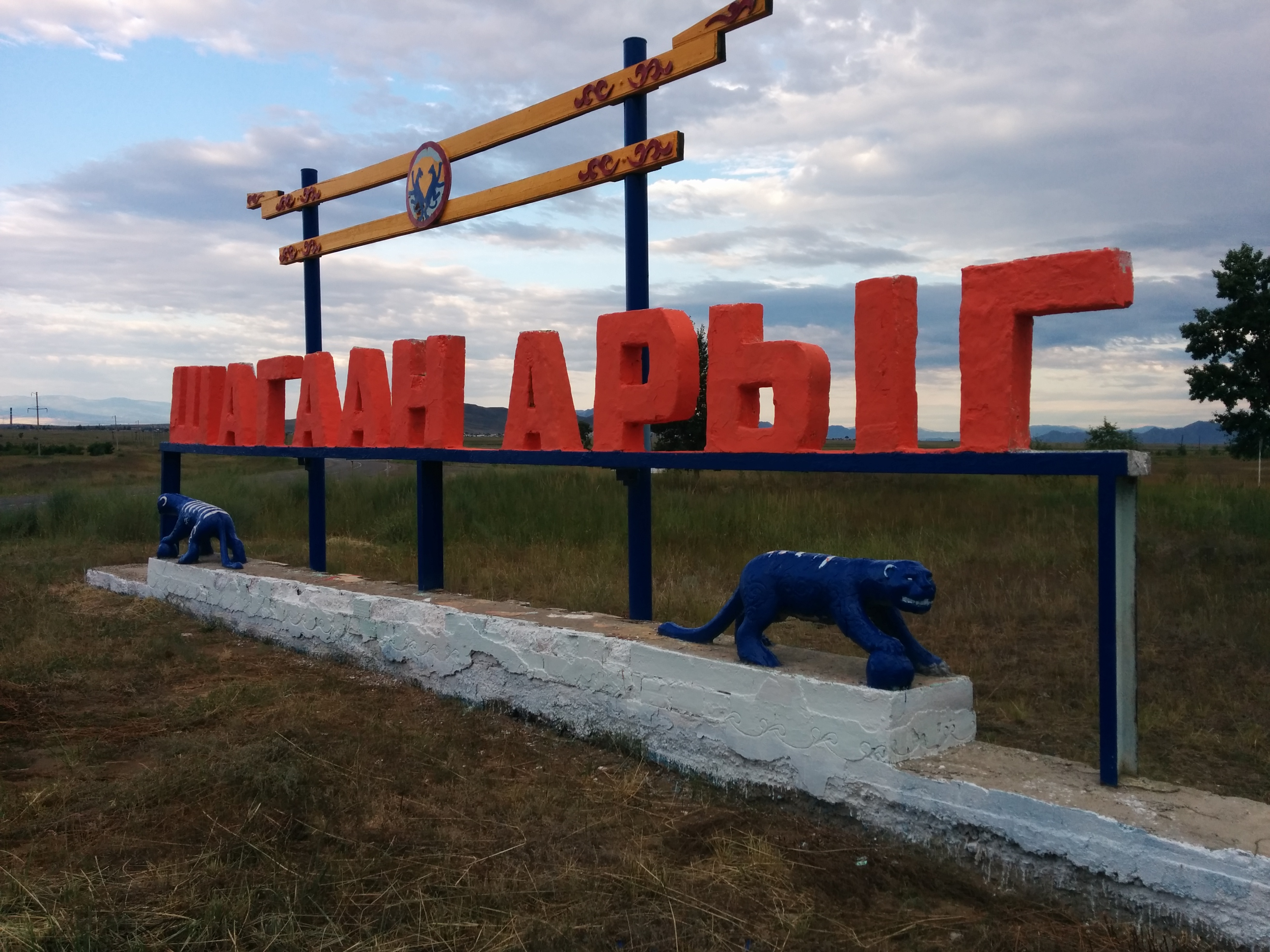

## Религия
C 2012 года в Шагонаре существует православный приход в честь преподобного Сергия Радонежского. Для своей деятельности приход использует помещение, арендуемое в здании городской администрации. На базе прихода c 25 июня 2012 года функционирует миссионерский стан, сотрудники которого работают как со взрослыми, так и с детьми. К приходу приписан строящийся в колонии № 4 православный храм и православная община. С кожуунной администрацией ведутся переговоры о предоставлении земли для строительства православного храма. 90 процентов населения — приверженцы буддизма и шаманизма.

## Сотовая связь и Интернет
В Шагонаре, как и в Кызыле, действуют 4 оператора сотовой связи — «Билайн», «МТС», «МегаФон», «ЕТК». Также стоит отметить появление в городе сети третьего поколения 3G операторов Билайн, МТС, Мегафон.

## Топографические карты
- Лист карты M-46-III Шагонар. Масштаб: 1 : 200 000. Указать дату выпуска/состояния местности.